# Rouille grillagée du poirier
Espèce
Synonymes
- Gymnosporangium alpinum G. Yamada ex Hara[2]
- Gymnosporangium amelanchieris E. Fisch. ex F. Kern[2]
- Gymnosporangium asiaticum Miyabe ex G. Yamada[2]
- Gymnosporangium atlanticum Guyot & Malençon[2]
- Gymnosporangium aurantiacum Chevall.[2]
- Gymnosporangium aurantiacum Syd.[2]
- Gymnosporangium bethelii F. Kern[2]
- Gymnosporangium biseptatum Ellis[2]
- Gymnosporangium blasdaleanum F. Kern[2]
- Gymnosporangium clavariiforme (Jacq. ex Pers.) DC. (préféré par BioLib)[2]
- Tremella clavariiformis Jacq. ex Pers.[2]

La rouille grillagée du poirier, ou rouille du genévrier est une maladie cryptogamique causée par le champignon Gymnosporangium sabinae, affectant en alternance les poiriers et les genévriers (Juniperus ). Cette maladie ne contamine pas les autres genres d'arbres fruitiers (pommiers, pruniers, cerisiers, etc.).
Trois proches variantes de la rouille grillagée sont présentes en Amérique du Nord et infectent, toujours le genévrier et respectivement les pommiers (rouille tumeur du genévrier (en)), les cognassiers (rouille du cognassier (en)) et les aubépines (rouille de l'aubépine).

## Cycle de vie
Le champignon nécessite la présence des deux hôtes (hôtes alternants) pour réaliser son cycle biologique : le genévrier comme hôte principal (en hiver) et le poirier comme hôte secondaire (à partir du printemps), les spores infectées étant transportées entre les deux hôtes au gré du vent, de la pluie et des insectes butineurs, sur des distances allant généralement de 500 m. à 1000 m. et pouvant parfois atteindre de 6 à 10 km.

## Symptômes

### Genévrier
Dès le printemps, par des températures supérieures à 15 °C et par temps humide, se développent de petits cônes brunâtres qui se transforment ensuite en des galles gélatineuses (télies) orangées-brunes sur les rameaux du genévrier atteint. 
Cette phase marque le début du cycle de vie du champignon et de l'infection des nouvelles pousses du poirier par libération aérienne des spores contaminés. 
L'hiver, le champignon hiberne et se présente sous la forme de chancres protubérants, de galles ou d'excroissances noires sur les branches du genévrier.

### Poirier

#### Sur feuilles
À partir de mai-juin, sur la face supérieure des feuilles apparaissent de minuscules cercles de couleur allant du jaune vif à l'orange foncé ou rouge. Ces taches vont grandissant dans le temps, en nombre et en taille. 
En cours d'été apparaissent ensuite sur la face inférieure des feuilles du poirier des tumeurs verruqueuses également grandissantes dans le temps, prenant finalement un aspect conique grillagé (filaments) et poudreux. Ces excroissances coniques contenant les spores du champignon pourront à leur tour infecter un genévrier environnant, mais pas un poirier. Les poiriers ne se transmettent donc pas la maladie entre eux, pas plus que les genévriers. Le poirier redevient sain dès la chute des feuilles, jusqu'à une nouvelle contamination par un genévrier.
La rouille du poirier ne doit pas être confondue avec la tavelure du poirier, qui présente des taches beaucoup plus foncées (taches noires), pas forcément concentriques, et qui ne forme pas de protubérance sur les feuilles.
Une autre maladie à ne pas confondre avec la rouille est la maladie de la tache ocellée ou pourriture noire. Outre l'absence de protubérances sous les feuilles, les taches causées par cette maladie d'été se distinguent par la présence d'un centre brun foncé situé au milieu d'un cercle plus clair, lui-même entouré d'un anneau plus foncé de couleur brune ou pourpre, l'ensemble faisant penser à un « œil de grenouille ». Cette maladie cause un pourrissement des fruits.

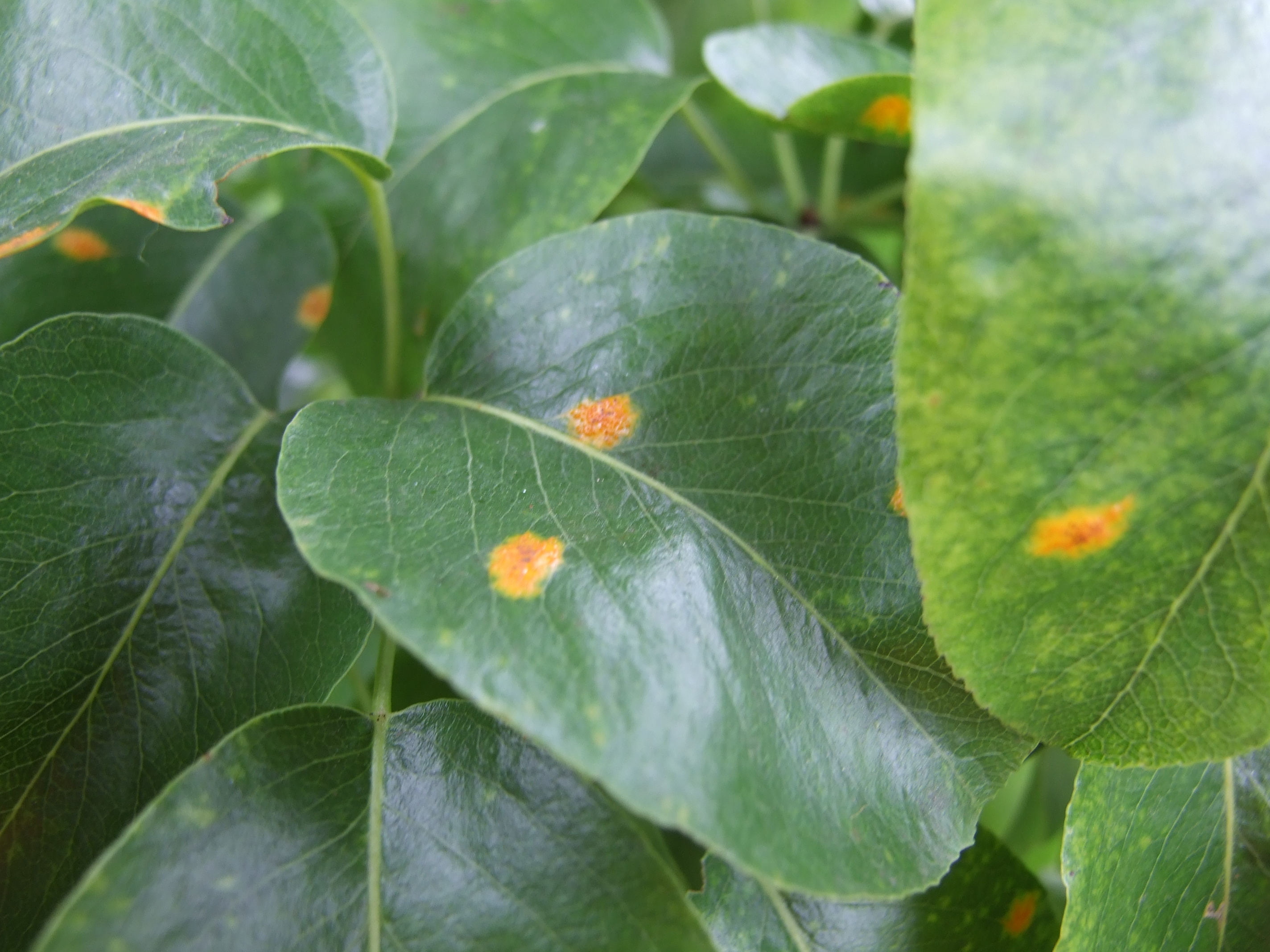
Feuille de poirier infectée (face supérieure). Début de contamination.
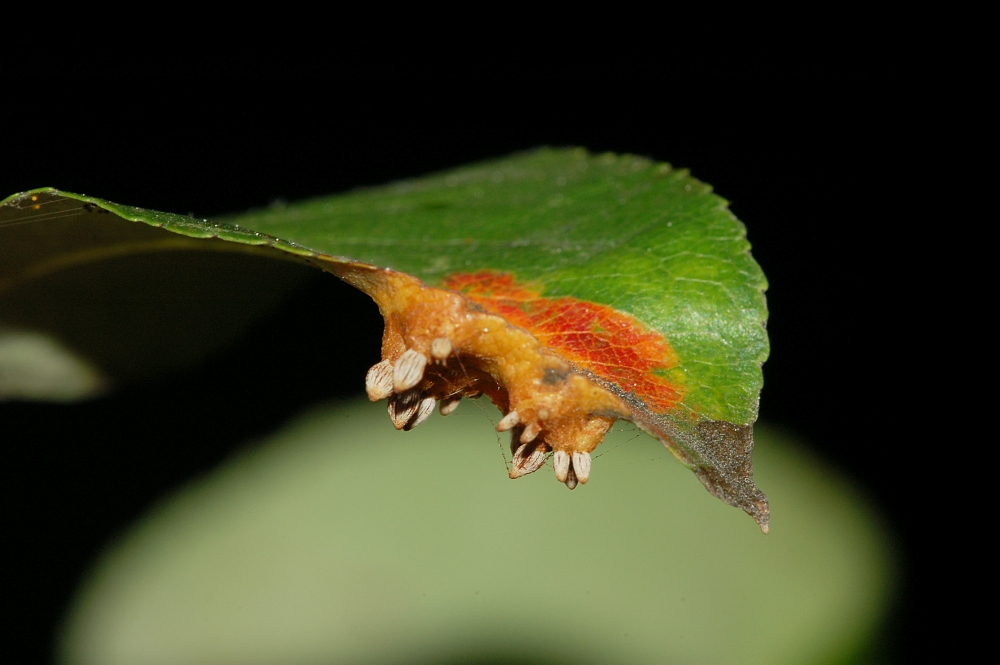
Feuille de poirier infectée (profil). Contamination avancée.
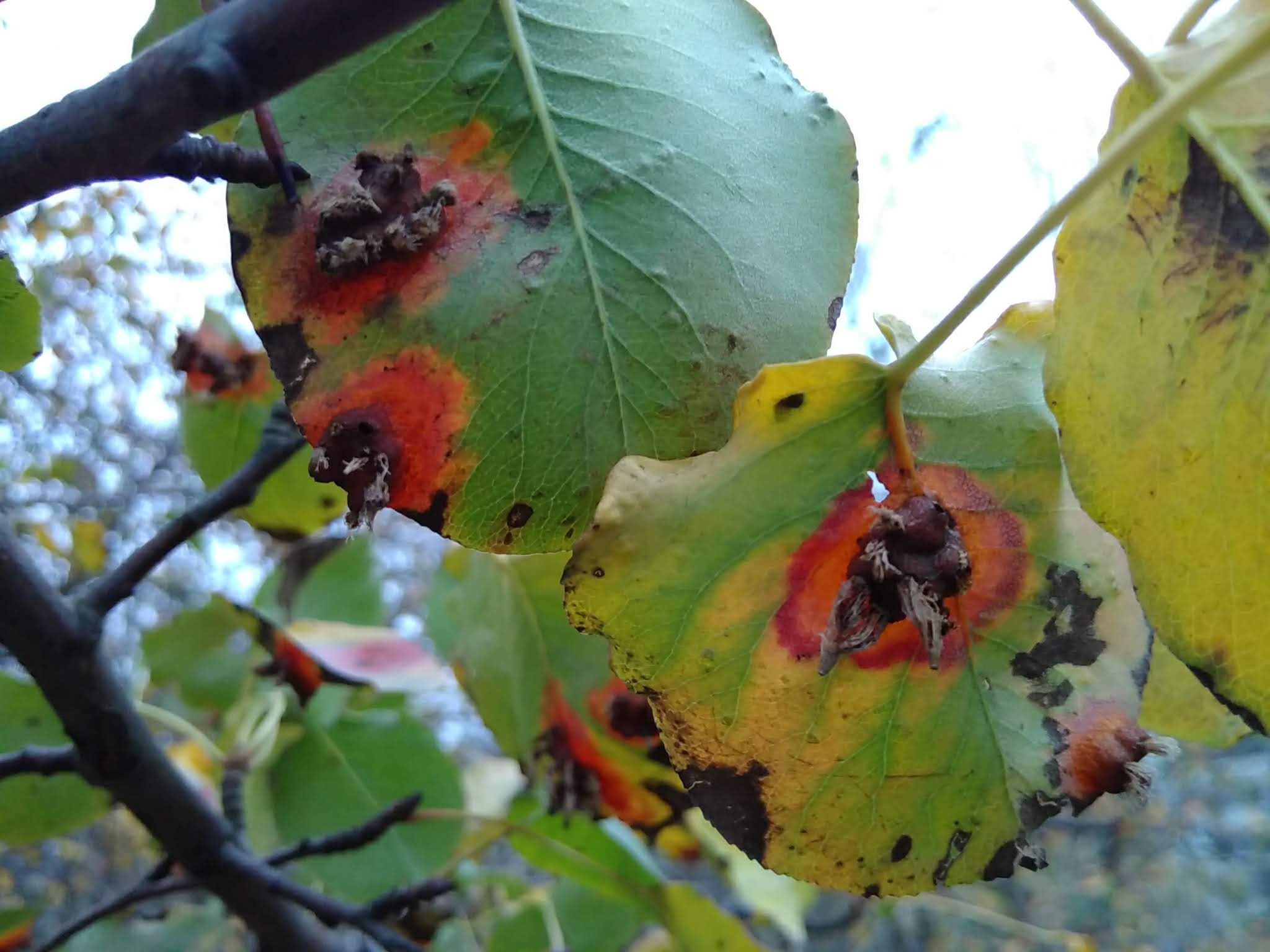
Feuilles d'un poirier infecté (faces inférieure). Contamination avancée aux protubérances sont ouvertes.
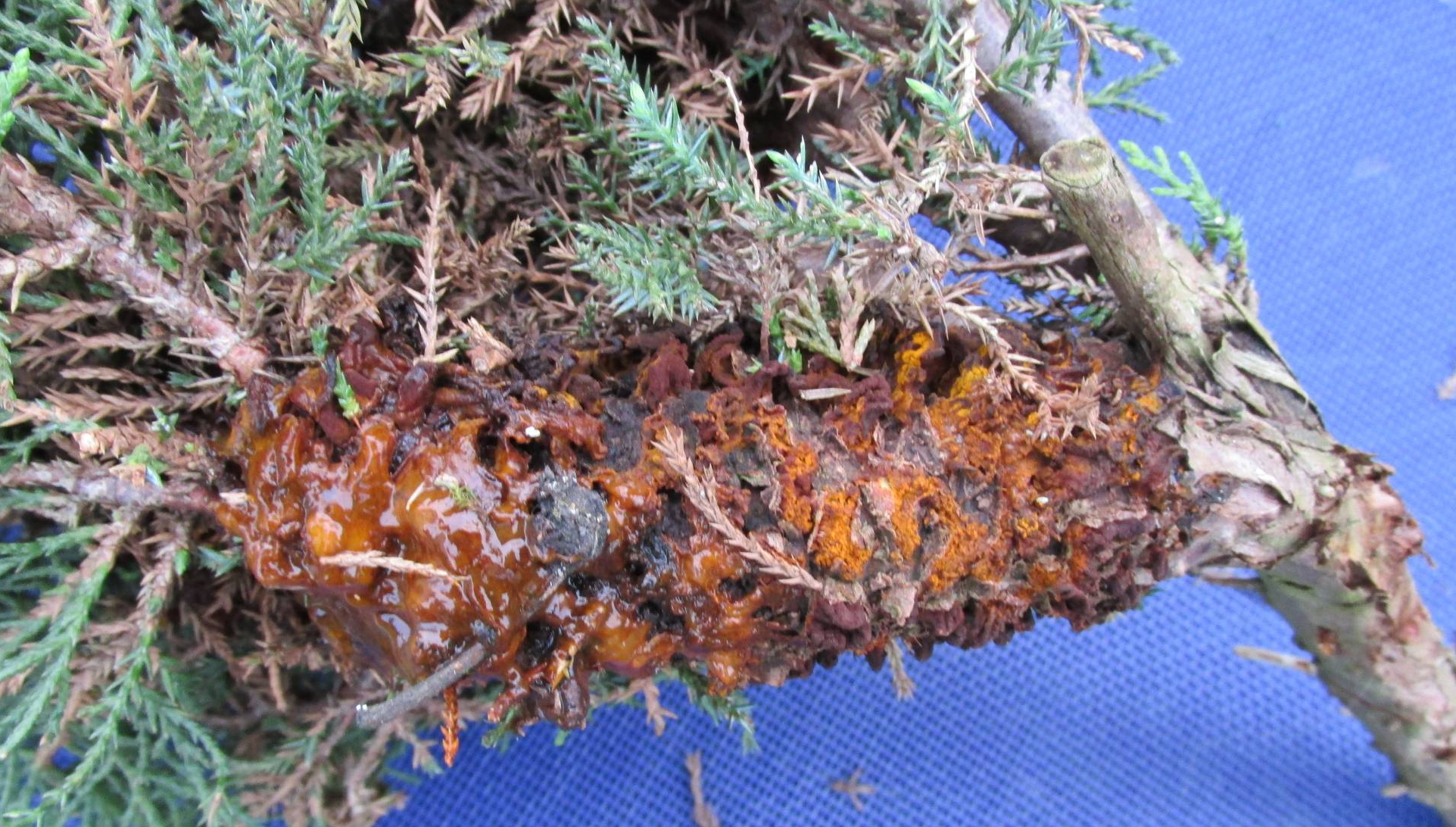
Excroissances naissantes sur rameau de genévrier.
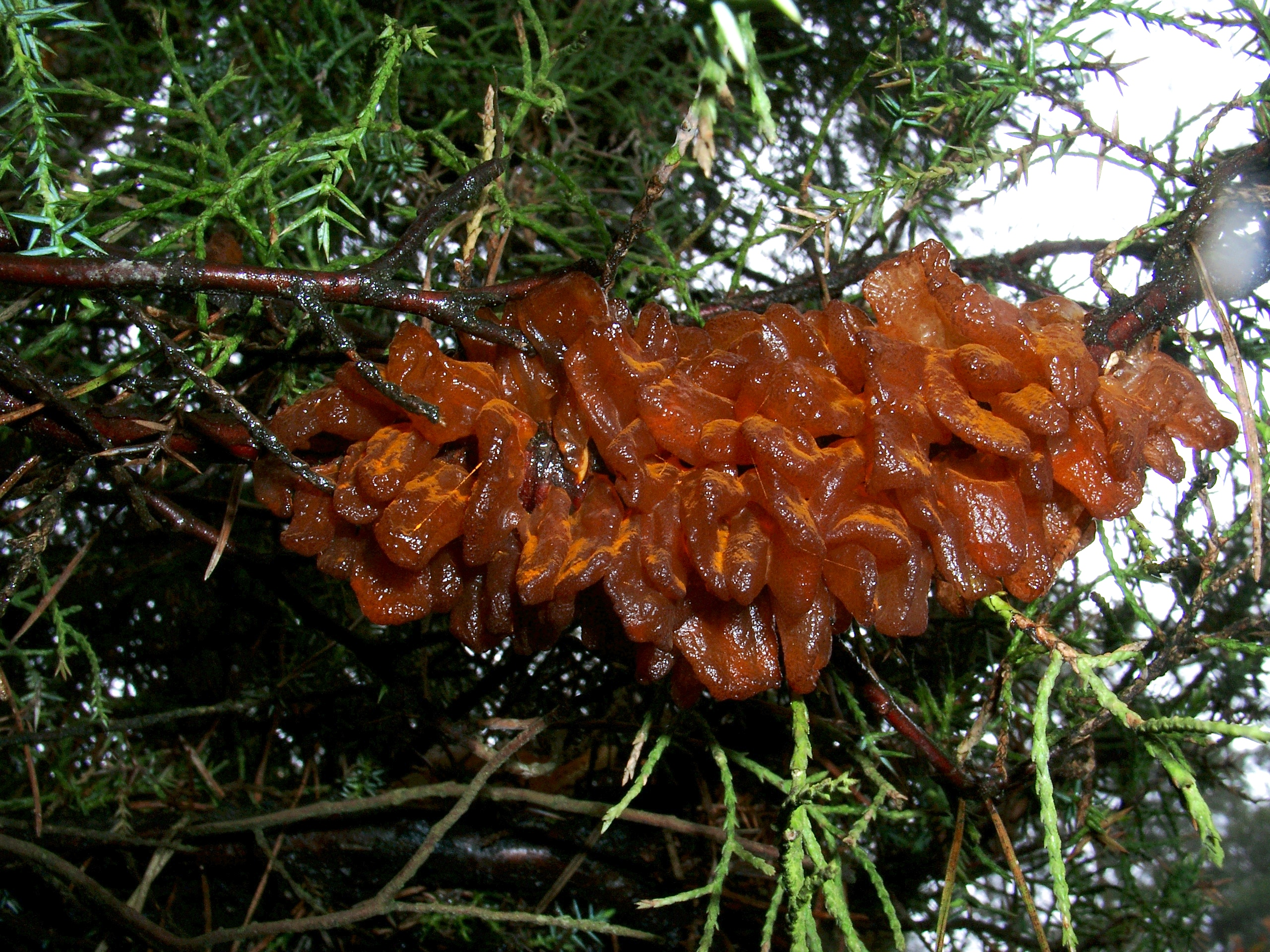
Excroissances avancées sur rameau de genévrier.

#### Sur fruits et rameaux
On observe, dans le cas des fortes attaques, des fruits qui se couvrent de taches orangées, et certains rameaux qui se couvrent de renflements entourés d'excroissances brunes ou violettes. Les prolongations des branches qui suivent ces renflements se dessèchent et meurent progressivement.

## Conséquences
Les conséquences les plus graves de la maladie sont la défoliation (chute des feuilles) du poirier, et une perte significative de la récolte de poires.

## Moyens de lutte
La seule solution efficace reconnue et définitive est de procéder à l'arrachage et au broyage des genévriers environnants identifiés comme porteurs de la maladie. La seule suppression des rameaux atteints sur le genévrier ne saurait constituer une solution à long terme. Le champignon n'étant pas capable de survivre sur un arbre mort, les déchets peuvent en théorie être compostés, bien que ce fait soit fréquemment remis en cause. 
Il est à noter que certains genévriers (e.a. le genévrier commun Juniperus communis) semblent résistants à la rouille. Il convient donc de privilégier la plantation de ces espèces en lieu et place des genévriers ornementaux sensibles.
Certaines variétés de poiriers sont également plus résistantes à la rouille, mais jamais totalement.

### Lutte préventive
Au verger amateur, on peut traiter préventivement les poiriers à l'aide d'une solution cuprique (bouillie bordelaise, oxychlorure de cuivre ou hydroxyde de cuivre) à partir de début mai, tous les 15 jours ou juste après une pluie contaminante. On peut également pulvériser un traitement cuprique une seule fois à la chute des feuilles (en automne).
Un traitement préventif chimique à base d'un fongicide de type dithiocarbamate (mancozèbe, manèbe, etc.) est également indiqué en début de saison et homologué en Belgique et en France pour l'usage professionnel.
Ces fongicides de contact semblent minimiser les dégâts et retarder l'apparition de la maladie mais ne suffisent pas à l'endiguer totalement.

### Lutte curative
L'application d'un fongicide systémique (pénétrant) de synthèse, à raison d'une seule application par an, à l'apparition des premières taches sur les feuilles du poirier permet de stopper l'avancée de la maladie sur le poirier pour la saison.
Les fongicides efficaces contre la rouille, quoique non homologués en France pour cet usage, font partie de la famille des triazoles et nitriles. Les matières actives sont entre autres le fenbuconazole et le myclobutanyl (systhane), ainsi que le tebuconazole et le triadimenole. Plusieurs pays européens autorisent également, uniquement à usage professionnel, la trifloxystrobine (Suisse et Belgique) et le difénoconazole (uniquement en Suisse).

#### Usage controversé des fongicides de synthèse triazoles
Les traitements fongicides de la famille des triazoles affichent une toxicité aiguë et une persistance dans les sols élevée. Leur usage contre la rouille grillagée du poirier n'est dès lors pas recommandé au verger familial ou amateur, d'autant que la maladie réinfectera annuellement les poiriers jusqu'à disparition totale des genévriers environnants infectés. L'usage trop fréquent ou inapproprié de fongicides induit en outre un problème important de plus grande résistance des maladies (en) à leurs égards,.

## Liste des espèces de genévriers sensibles à la rouille

### Espèces fortement sensibles
- J. chinensis 'Keteleeri'
- J. media (x) 'Pfitzeriana Compacta'
- J. chinensis 'Robusta Green'
- J. media (x) 'Swissgold'
- J. media (x) 'Gold Sovereign'
- J. sabina 'Blue Danube'
- J. media (x) 'Pfitzeriana'
- J. sabina 'Tamariscifolia'
- J. media (x) 'Pfitzeriana Aurea'
- J. scopulorum 'Blue Haven'
- J. virginiana (importé d'Amérique du Nord)

### Espèces moyennement sensibles
- J. media (x) 'Mathot' J. sabina 'Arcadia'
- J. media (x) 'Old Gold'

### Espèce insensible (résistante)
- Juniperus communis (Genévrier commun)

Une liste plus complète de la sensibilité des genévriers a été publiée par l'Association suisse des entreprises horticoles.

## Liste des variétés de poiriers peu ou moyennement sensibles à la rouille[9]
- Joséphine de Malines
- Nec Plus Meuris (Beurré d’Anjou)
- Comtesse de Paris
- Beurré Alexandre Lucas
- Ananas de Courtrai
- Jules d’Airoles
- Jefkes Peer' (Beurré Chaboceau)
- Beurré Lebrun
- Jeanne d’Arc
- Beurré d'Hardenpont

## Règlementation
Plusieurs pays (Canada, Liechtenstein, Suisse), régions (toute la province de Liège en Belgique) ou communes d'Europe et d'Amérique du Nord ont officialisé l'arrachage et l'interdiction de planter les espèces de genévriers sensibles à la rouille, sous peine de sanctions financières.

### Belgique
Les communes suivantes interdisent, arrachent, ou encadrent strictement la plantation des variétés sensibles de genévriers :
- Commune de Soumagne[19] (modèle de règlement communal réutilisable)
- Commune de Limbourg[20].
- Commune d'Olne[21]
- Commune d'Aubel[22]
- Commune de Dison, Amay, Esneux, Dalhem.
- Ville de Herve[23] ainsi que tout le Plateau de Herve.
- Comptage des arrachages effectués dans certaines communes[24]

### Canada
Restriction de circulation dans les limites du Canada concernant les genévriers infestés.

### Suisse
- Interdiction de plantation des espèces sensibles sur l'ensemble du Canton de Vaud[26],[27]
- Recommandations du Canton de Genève[28]
- Obligation d'arrachage dans le Canton de Zurich[29]